# بوسبول
بوسبول (به آلمانی: Bosbüll) یک شهر در آلمان است که در نوردفرایسلند واقع شده‌است. بوسبول ۲۱۱ نفر جمعیت دارد.